# 미르 (소프트웨어)
미르(Mir)는 컴퓨터 디스플레이 서버이며 최근 캐노니컬에서 개발 중인 리눅스 운영 체제용 웨이랜드 컴포지터이다. 현재 사용되는 우분투용 X 윈도 시스템을 대체할 계획이었다. 그러나 계획이 변경되었고 Mutter가 그놈 셸의 일부로 채택되었다.
미르는 2013년 3월 4일 캐노니컬에서 차세대 유니티 사용자 인터페이스를 위한 유니티 8 개발의 일환으로 발표되었다. 4년 후 미르의 사물 인터넷(IoT) 애플리케이션 개발은 계속되었지만 유니티 8은 중단되었다.